# Фармакометрика
Фармакометрика — это область изучения методологии и применения моделей для моделирования заболеваний и измерения фармакологических эффектов. Она использует математические модели биологии, фармакологии, патологической и нормальной физиологии для описания и количественной оценки взаимодействий между ксенобиотиками и организмом субъекта (как людьми, так и другими живыми организмами), включая благоприятные и неблагоприятные эффекты . Обычно фармакометрика применяется для количественной оценки информации о лекарствах, заболеваниях и исследованиях с целью содействия эффективной разработке лекарств, принятию регуляторных решений и рациональному назначению лекарственных препаратов.
В фармакометрике используются модели, основанные на фармакологии, нормальной и патологической физиологии для количественного анализа взаимодействия между лекарствами и организмом пациента. Это включает системную фармакологию, фармакокинетику, фармакодинамику и прогрессирование заболевания с акцентом на популяции и изменчивость.
Д. Моулд и Р. Аптон дают обзор основных концепций моделирования популяций, симуляции и разработки лекарств на основе моделей .
Один из основных аспектов фармакометрики — это понимание вариативности реакции на лекарства. Вариативность может быть предсказуемой (например, из-за различий в весе тела или функции почек) или явно непредсказуемой (отражение текущего недостатка знаний).

## Происхождение
Термин «фармакометрика» впервые появился в литературе в предисловии к книге 1964 года «Оценка активности лекарственных средств: Фармакометрика» :
Насколько нам известно, подзаголовок книги является неологизмом, придуманным одним из нас (A. L. Bacharach), и это слово определяется основным названием книги, которое можно было бы выразить еще более явно, если бы оно состояло из нескольких слов, как «Идентификация и сравнительная оценка, качественная и количественная, активности лекарственных средств». У термина есть этимологический прецедент в ныне широко принятой „Эконометрике“. Мы надеемся, что он окажется полезным для различения вида измерений, обсуждаемых и описываемых в этой книге, от того, что сейчас называется биоанализом; хотя иногда одни и те же методы используются для обоих, их цели совсем не идентичны.
Однако позже в конце предисловия редакторы заявляют:
...мы с интересом и смирением узнали, что доктор Карл Бейер, вице-президент Merck, Sharpe and Dohme, Равей, Нью-Джерси, США, и нынешний президент Американского фармакологического общества, придумал это слово („фармакометрика“) в начале 1950-х годов и с тех пор использует его во внутренних отчётах (личное сообщение Дж. Р. Вейна). Более того, одна из лабораторий в фармакологическом отделе его компании называется „Фармакометрика“!

Мы не знаем, в каком именно смысле доктор Бейер использовал этот термин, хотя нам трудно представить себе какой-либо другой законный смысл, кроме того, который был предложен выше. Мы можем только надеяться, что он тоже так думает, и что использование этого термина в названии книги может помочь дать ему более широкое распространение, которого, по нашему мнению, он заслуживает, а также все права на приоритет доктору Бейеру.

## Типы моделей

### Фармакокинетика (ФК)
Фармакокинетические модели представляют собой структуры, предназначенные для характеристики среднего фармакокинетического поведения лекарственного средства в популяции. Учитывая межиндивидуальную вариабельность, эти модели дают представление об основных тенденциях и вариабельности ответов на лекарства в различных группах пациентов. Их применение распространяется на оптимизацию схем дозирования на популяционном уровне.

### Фармакодинамика (ФД)
Фармакодинамические модели направлены на выявление сложной взаимосвязи между концентрацией препарата и его воздействием на организм. Это включает как желаемые терапевтические эффекты, так и потенциальные побочные эффекты. Определяя динамику воздействия препарата во времени, эти модели способствуют прогнозированию эффективности и неблагоприятных явлений, помогая определить оптимальные стратегии дозирования.

### Физиологически обоснованные фармакокинетические модели
Физиологически обоснованные фармакокинетические модели (Physiologically based Pharmacokinetics, PBPK) объединяют физиологическую информацию для симуляции поведения лекарства в различных тканях и органах. Эти модели учитывают специфический для органа кровоток, проницаемость тканей и свойства лекарств, что позволяет предсказывать концентрацию лекарства в определенных местах. PBPK-модели играют важную роль в понимании сложного поведения лекарств.

### Модели «экспозиция — ответ»
Модели «экспозиция — ответ» устанавливают связь между воздействием лекарства и клиническим ответом. Они играют решающую роль в определении оптимального терапевтического диапазона и прогнозировании вероятности эффективности или неблагоприятных эффектов. Эти модели помогают подобрать дозу индивидуально на основе желаемых клинических результатов.

### Взаимодействие лекарств
Модели взаимодействия лекарств исследуют влияние взаимодействий между различными лекарственными препаратами на их фармакокинетику или фармакодинамику. Эти модели позволяют предсказать воздействие совместно назначаемых препаратов друг на друга, помогая выявить потенциальные риски и скорректировать дозировки при приеме нескольких лекарственных препаратов.

### Прогрессирование заболевания
Естественное течение болезни часто динамично и имеет тенденцию ухудшаться без лечения. Моделирование развития болезни в основном используется для понимания взаимосвязи между лечением, изменениями биомаркеров и клиническими исходами. Эти модели описывают траекторию болезни, отслеживая изменения уровня биомаркера или другого клинически значимого показателя, отражающего состояние болезни с течением времени . Существует три основных класса моделей развития болезней: эмпирические, полумеханистические и основанные на системной биологии . Большинство моделей развития заболеваний являются эмпирическими, описывающими траекторию заболевания, а не физиологические основы болезни . Простейшей моделью, используемой для описания развития болезни, является линейная модель, предполагающая, что изменение состояния болезни со временем остается постоянным.

### Системная фармакология
Модели системной фармакологии объединяют фармакокинетику, фармакодинамику и системную биологию для всестороннего понимания эффектов лекарств. Учитывая сложное взаимодействие между лекарствами, биологическими системами и путями развития заболеваний, эти модели способствуют комплексному подходу к разработке лекарств и персонализированной медицине.

### Механистические модели
Механистические модели обеспечивают детальное понимание основных биологических и физиологических процессов, управляющих поведением лекарств. Эти модели дают представление о механизмах, влияющих на всасывание, распределение, метаболизм и выведение лекарств, помогая предсказывать реакции на лекарства в различных сценариях.

### Модели исследования
Модели исследования описывают отклонения от номинального протокола исследования, вызванные такими факторами, как отказ пациентов от участия и несоблюдение режима дозирования.

## Организации
Исторически фармакометрика была представлена в соответствующих организациях по клинической фармакологии и статистике. Ряд небольших местных организаций в Европе, США и Новой Зеландии / Австралии проводили локальные встречи. В начале 1990-х было организовано собрание Population Approach Group in Europe (PAGE), которое с тех пор проводится ежегодно, хотя официальной организации как таковой не существовало. Этт и Уильямс предоставили исторический контекст, который позволяет оценить эволюцию фармакометрики .
В 2011 году рядом местных групп было основано Американское общество фармакометрики (American Society of Pharmacometrics, ASoP), и в течение шести месяцев более 600 членов по всему миру присоединились к этой организации. В 2012 году ASoP превратилось в Международное общество фармакометрики (International Society of Pharmacometrics, ISoP), чтобы отразить растущее число международных членов. Рост ISoP продолжается, и в настоящее время общество насчитывает более 1000 членов примерно из 30 стран мира . Региональные группы включают PAGE в Европе  и PAGANZ (Population Approach Group of Australia & New Zealand) в Австралии и Новой Зеландии .
Специалисты в области фармакометрики, как правило, имеют образование в таких областях, как фармация, клиническая фармакология, статистика, медицина или инженерное дело.
Первым профессором по фармакометрике был Матс Карлссон из Уппсальского университета .

## Журналы
Основные журналы, которые публикуют работы по фармакометрике:
- American Association of Pharmaceutical Scientists Journal (AAPS J);
- Clinical Pharmacology & Therapeutics: Pharmacometrics & Systems Pharmacology (CPT: PSP);
- Clinical Pharmacology & Therapeutics (CPT);
- Journal of Pharmacokinetics and Pharmacodynamics (J PKPD).